# Eurocypria Airlines
Eurocypria Airlines Limited (действовавшая как Eurocypria Airlines) — государственная авиакомпания Кипра со штаб-квартирой в городе Ларнака, специализировавшаяся главным образом на выполнении чартерных перевозок. Главный операционный узел (хаб) авиакомпании находился в Международном аэропорту Ларнака, вторичный хаб — в Международном аэропорту Пафос.

## История

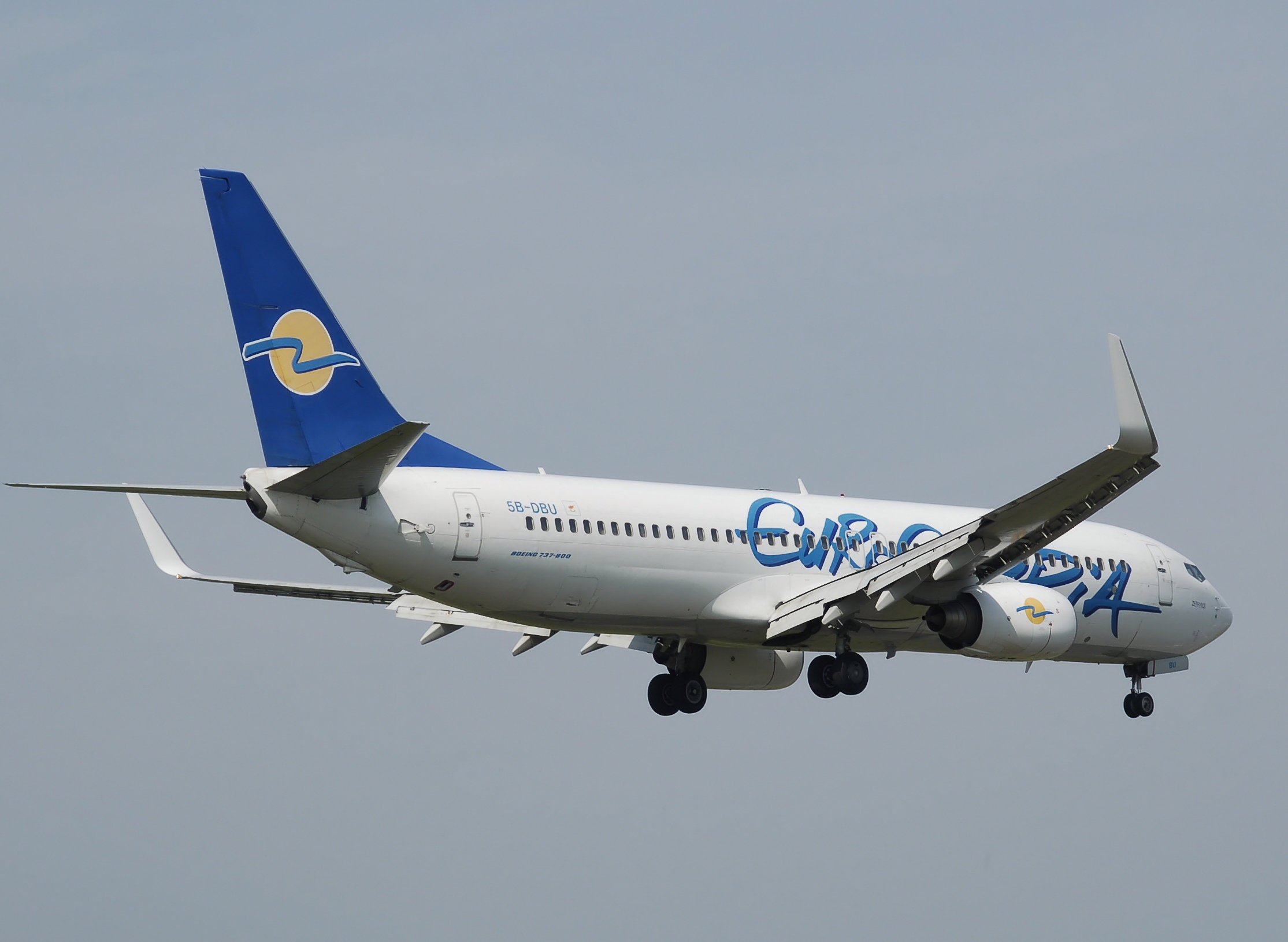
Boeing 737-800 («Зефирос») авиакомпании Eurocypria Airlines в заходе на посадку в Международном аэропорту Бирмингем, Англия, 2008 год

Авиакомпания Eurocypria Airlines была основана 25 марта 1992 года в качестве дочернего подразделения авиакомпании Cyprus Airways и первого чартерного авиаперевозчика страны. Коммерческие операции компании начались 12 июля 1992 года на двух самолётах Airbus A320, позднее флот пополнился ещё двумя лайнерами того же типа. С 2001 года авиакомпания выполняет регулярные и чартерные пассажирские перевозки по всему Кипру и за его пределы.
В 2003 году Eurocypria Airlines заменила собственный флот, состоявший из четырёх самолётов Airbus A320, на четыре лайнера Boeing 737-800. Три единицы Airbus A320 были переданы в Cyprus Airways и эксплуатируются в ней до настоящего времени. В 2006 году флот авиакомпании пополнили ещё два самолёта Boeing 737-800.
28 июня 2006 года Cyprus Airways реализовала всю собственность Eurocypria Airlines правительству Кипра, общая сумма сделки составила 13,425 млн кипрских фунтов. Чартерное подразделение Cyprus было продано в основном из-за тяжёлого финансового положения авиакомпании и являлось одним из немногих предприятий холдинга Cyprus Airways Group, которое приносило доход, а следовательно, являлось ликвидным имуществом.
4 ноября 2010 года правительство Республики Кипр заявило о намерениях обанкротить компанию и присоединить её к Cyprus Airways, объявив 13 ноября 2010 года крайним днем полётов компании. Неминуемо, 4 ноября, весь персонал компании ушел в бессрочную забастовку.

## Маршрутная сеть авиакомпании
По состоянию на ноябрь 2009 года авиакомпания Eurocypria Airlines выполняет регулярные коммерческие рейсы по следующим направлениям:

### Азия
- Кипр
  - Ларнака — Международный аэропорт Ларнака — базовый
  - Пафос — Международный аэропорт Пафос — хаб

### Европа
- Германия
  - Берлин — Аэропорт Берлин Шёнефельд
  - Дрезден — Аэропорт Дрезден
  - Дюссельдорф — Международный аэропорт Дюссельдорф
  - Гамбург — Аэропорт Гамбург
  - Ганновер — Аэропорт Ганновер-Лангенхаген
  - Лейпциг — Аэропорт Лейпциг
  - Мюнхен — Аэропорт Мюнхен
- Россия
  - Санкт-Петербург — Аэропорт Пулково
  - Москва — Аэропорт Домодедово

## Воздушный флот

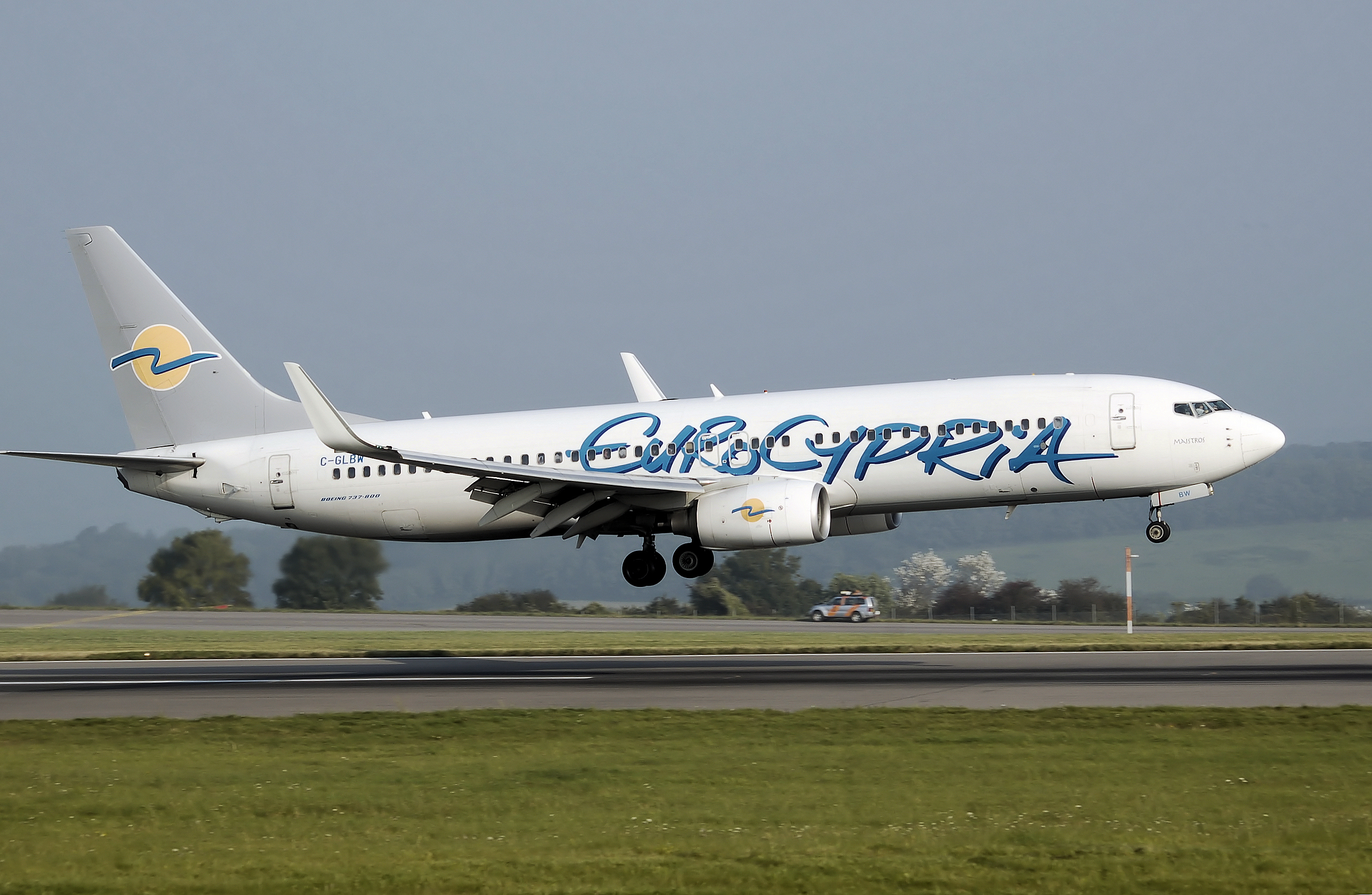
Boeing 737-800 («Майстрос») в заходе на посадку в Международном аэропорту Бристоль, Англия, 2008 год

По состоянию на ноябрь 2009 года воздушный флот авиакомпании Eurocypria Airlines составляли следующие самолёты:
Каждый самолёт авиакомпании носит греческие названия ветров и имеет собственную уникальную раскраску ливреи. Все самолёты оборудованы винглетами, пассажирские кресла салонов экономического класса представляют собой кожаные сидения.
По состоянию на август 2009 года средний возраст воздушного флота авиакомпании составлял 6 лет.